# 厚壁荠
厚壁荠（学名：Pachypterygium multicaule）为十字花科厚翅荠属下的一个种。